# Абдель Галім Хаддам
Абдель Галім Хаддам (араб. عبد الحليم خدام; нар. 15 вересня 1932, Баніяс, Держава Алавітів — 31 березня 2020, Париж, Франція) — сирійський державний і політичний діяч, віце-президент Сирії в 1984—2005 роках? один з членів найближчого оточення президента Сирії Хафеза Асада. Виконував обов'язки президента Сирії в період після смерті Хафеза Асада і до обрання на посаду Башара Асада.

## Біографія
З кінця 1960-х хадд був одним з найближчих соратників президента Хафеза Асада. Хаддам був одним з небагатьох мусульман-сунітів, які входили у вище керівництво Сирії.
У 1969 брав участь як прокурор у роботі спеціального військового трибуналу, який виніс заочно смертний вирок низці видних сирійських політиків (Аміну аль-Хафізу, Салаху ад-Діну аль-Бітару, Насіму аль Сафарджалані, Халеду Аль-Хакіму та іншим). У період 1970—1984 він керував МЗС країни, а з 1984 року по 2005-й обіймав посаду віце-президента країни.
З 10 червня 2000 року, коли Хафез Асад помер від серцевого нападу, Хаддам півтора місяці — до 17 липня — був в.о. президента Сирії, після чого передав керівництво країною Башару Асаду. Башар Асад брав участь у «виборах», на яких був тільки один кандидат — він сам, і «переміг» з результатом 97 %.
Офіційно Хаддам оголосив про свою відставку 6 червня 2005 на конференції правлячої партії Баас. Ходили чутки, що він у 2005 брав участь у змові проти Б. Асада, але останній виявив великодушність і дозволив колишньому соратнику батька виїхати в еміграцію до Франції.
З 2005 жив у Парижі, де написав свої мемуари, в яких різко засудив Б. Асада і його оточення за численні політичні помилки і злочини.
14 січня 2006 оголосив про формування «уряду Сирії у вигнанні», бо був найбільш високопоставленим діячем Сирії в еміграції. В інтерв'ю телебаченню визнав, що отримував фінансову допомогу від США і ЄС з метою повалення режиму Башара Асада.